# Tipula anthonympha
Tipula anthonympha är en tvåvingeart som beskrevs av Alexander 1928. Tipula anthonympha ingår i släktet Tipula och familjen storharkrankar. Inga underarter finns listade i Catalogue of Life.